# Eskom
Eskom Hld SOC Ltd або Eskom — південноафриканське державне комунальне підприємство з виробництва електроенергії. Вона була заснована в 1923 році як Комісія з електропостачання (ESCOM) і була також відома під назвою на африкаанс Elektrisiteitsvoorsieningskommissie (EVKOM) . Eskom представляє Південну Африку в енергетичному пулі Південної Африки. Комунальне підприємство є найбільшим виробником електроенергії в Африці і було одним із провідних комунальних підприємств у світі з точки зору генераційних потужностей і продажів, але з тих пір знизилося в обох категоріях. Це найбільше з державних підприємств Південної Африки. Eskom управляє кількома відомими електростанціями, включаючи електростанцію Матімба та електростанцію Медупі в Лефалале, електростанцію Кусіле у Вітбанку, електростанцію Кендал та атомну електростанцію Коберг у Західній Капській провінції, єдину атомну електростанцію в Африці.
Компанія розділена на підрозділи з виробництва, передачі та розподілу, і разом Eskom виробляє приблизно 95% електроенергії, що використовується в Південній Африці, що становить ~45% споживаної в Африці, і викидає 42% загальних викидів парникових газів Південної Африки. Викинувши в повітря 1,6 мільйона тонн діоксиду сірки в 2019 році, Eskom також є найбільшим викидом діоксиду сірки в енергетичній галузі в світі. У 2019 році було оголошено, що Eskom буде розділено на три окремі національні підприємства через величезні борги та низьку надійність поставок.
На Конференції Організації Об’єднаних Націй зі зміни клімату 2021 року було оголошено про угоду з розвиненими країнами щодо фінансування переходу Південної Африки від вугільної енергетики до відновлюваної енергії. Однак зайнятість у гірничодобувній галузі загрожує цьому переходу.

## Історія

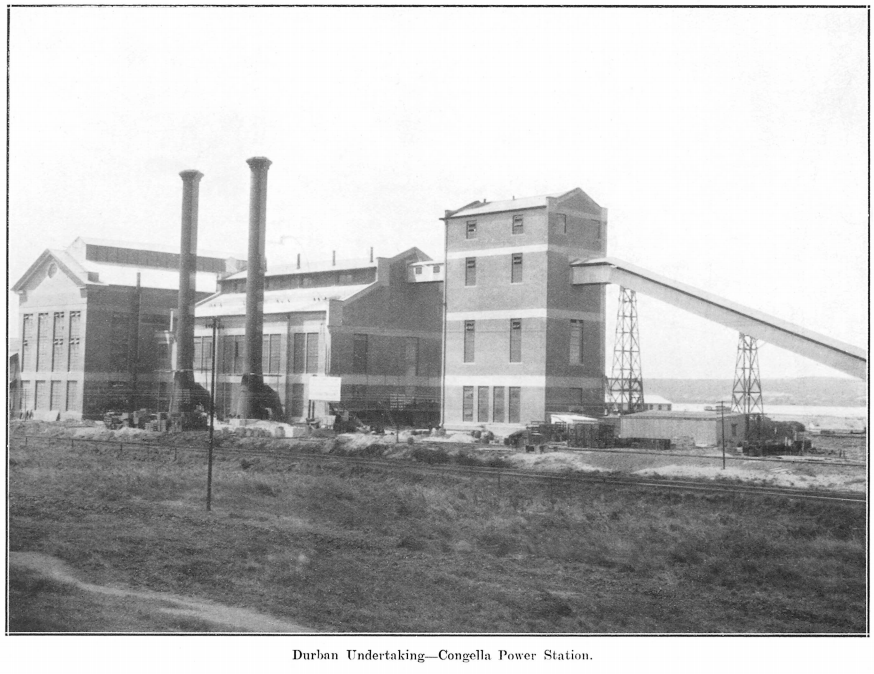
Електростанція Congella, завершена в 1928 році, була однією з перших електростанцій, побудованих і належав Eskom.

До заснування Eskom у постачанні електроенергії домінували муніципалітети та приватні компанії. Місто Кімберлі було одним із перших споживачів громадської електроенергії, коли у 1882 році встановило електричні вуличні ліхтарі, щоб зменшити нічну злочинність :5. Після цього в Кейптауні в 1895 році було побудовано електроосвітлювальний завод Graaff для живлення 775 вуличних ліхтарів.
Eskom було засновано Законом про електроенергетику 1922 року, який дозволив Раді з контролю за електроенергією Південної Африки призначити Хендріка Йоганнеса ван дер Бійла головою.  У 1987 році компанія змінила назву, об’єднавши дві абревіатури у своїй попередній назві (ESCOM та EVKOM), і стала відомою як Eskom.

### Ранній період розширення: 1960-1994

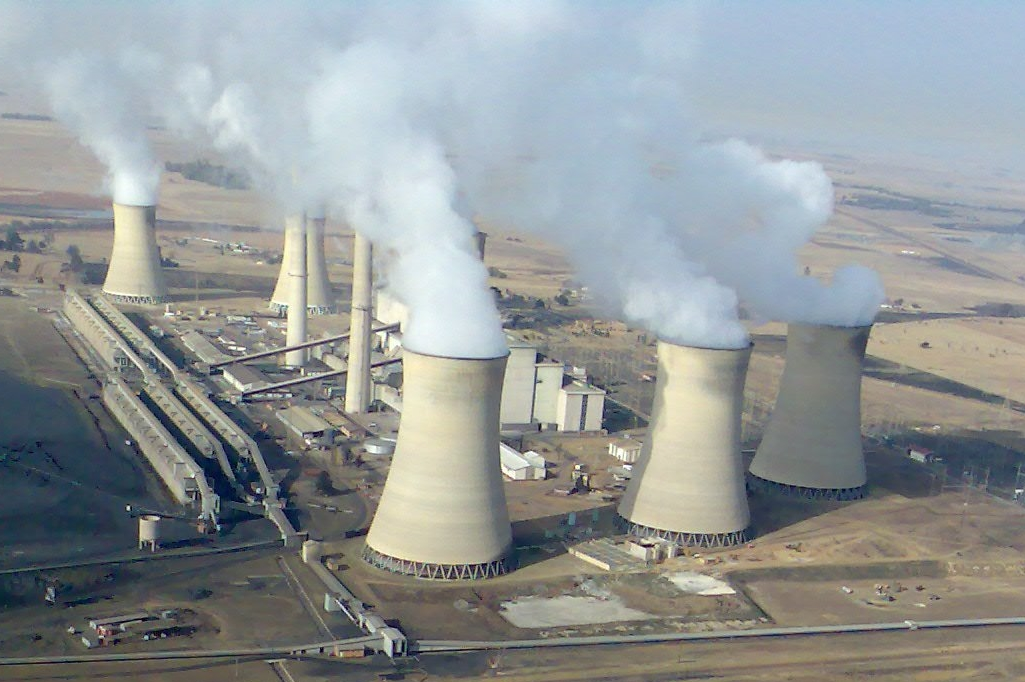
Електростанція Arnot, завершена в 1975 році, була однією з перших шестикомпонентних електростанцій, що працюють на вугіллі, побудованих у той період, якими Eskom був добре відомий.

З 1960 по 1990 рік компанія Eskom збільшила встановлену потужність виробництва електроенергії з 4000 МВт до 40 000 МВт, щоб не відставати від швидкого економічного зростання в 1960-70-х роках :4. У той же період Eskom створив загальнонаціональну електромережу 400 кВ. Протягом цього періоду компанія побудувала низку великих стандартизованих електростанцій, що працюють на вугіллі, які могли виробляти електроенергію за дуже низькими витратами завдяки великій економії на масштабі. Ці установки були відомі в розмовній мові як "шість пакетів" через 6 великих генераторних установок, для розміщення яких вони були розроблені :7.
У 1974 році компанії було доручено розпочати роботу на атомній електростанції Koeberg, щоб забезпечити енергією Кейптаун і сприяти ядерній програмі південноафриканського уряду :7

### Післявиборчий період 1994 р.: 1994-2007 рр
Після демократичних виборів у 1994 році та початку правління уряду Мандели компанія переключилася на електрифікацію раніше занедбаних житлових будинків і на забезпечення дешевої електроенергії для економічного зростання. Після прийняття в 1998 році поправок до Закону Eskom повноваження уряду впливати на політику компанії та інвестиційні рішення були значно розширені :8–9. Через спробу південноафриканського уряду приватизувати Eskom наприкінці 1990-х років під час адміністрації президента Табо Мбекі, запити Eskom на виділення бюджету на будівництво нових станцій було відхилено. Після відходу з поста президента Мбекі пізніше заявив у грудні 2007 року, що це була помилка, яка призвела до негативних наслідків для південноафриканської економіки.

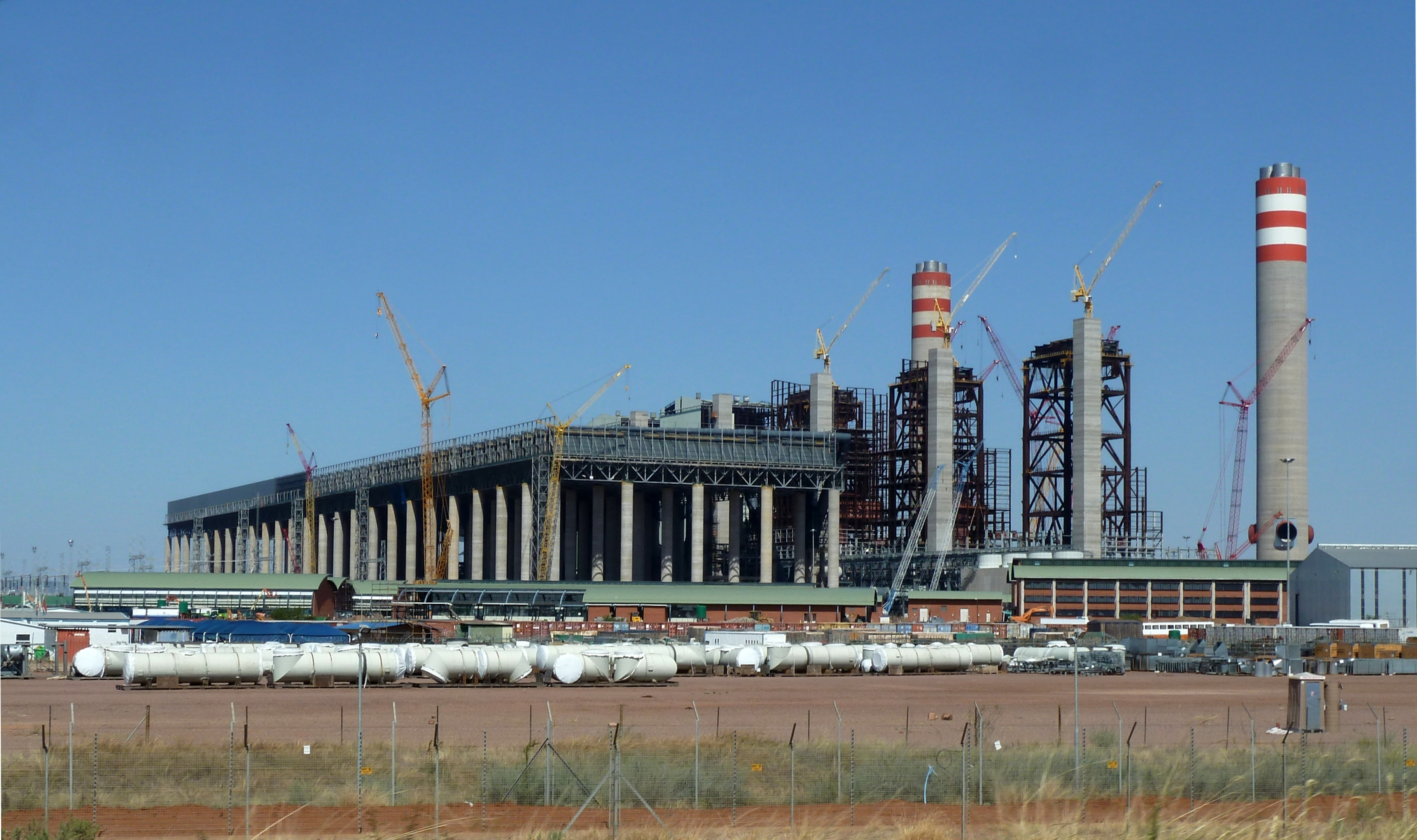
Будівельні роботи на вугільних електростанціях Medupi (на фото) і Kusile були розпочаті в 2007-2019 роках в рамках програми розширення потужностей Eskom після енергетичної кризи.

### Енергетична криза та друга експансія: 2007-тепер
У січні 2008 року компанія Eskom суперечливо запровадила «зниження навантаження» – планові поступові відключення електроенергії на основі змінного графіку в періоди, коли нестача поставок загрожувала цілісності мережі. Управління попитом зосереджено на заохоченні споживачів економити електроенергію в періоди пікового навантаження, щоб зменшити випадки відключення навантаження. Після національного дефіциту електроенергії в 2007 році Eskom приступив до агресивної програми розширення виробництва електроенергії під час адміністрації президента Джейкоба Зуми. Адміністрація Zuma вирішила зосередити зусилля з розширення на будівництві додаткових великомасштабних шестикомпонентних електростанцій, що працюють на вугіллі.

### Спосіб передавання
До 31 березня 2020 року передавальному суб’єкту буде надано власну раду, в якому юридична особа, що передає, відповідатиме за слухання законодавчих поправок відповідно до урядового законодавства. У цьому новому об’єкті передачі буде задіяно до 6000 людей, які відповідатимуть за встановлення тисяч миль «дротів» і ліній електропередачі, які забезпечуватимуть електроенергією від електростанцій туди, де вона потрібна. У рамках Плану розвитку передачі (TDP) на 2020–2029 рр. Eskom планує збільшити свою інфраструктуру передачі приблизно на 4800 км ліній електропередач надвисокої напруги та понад 35 000 МВА трансформаторної потужності протягом наступних 10 років. Цей новий план реконструкції Eskom випливає з нових нормативних вказівок Національного регуляторного органу Південної Африки (NERSA) щодо публікації щорічного звіту TDP. 

### Відповідь COSATU
У відповідь на побоювання втрати робочих місць у результаті розпаду профспілка COSATU організувала національний страйк і закликала до мораторію на скорочення штатів у приватному та державному секторах. Це спричинило очевидну відмову від урядових планів поділу та реструктуризації компанії. У липні 2019 року колишній генеральний директор Eskom оголосив, що Eskom увійшов у «спіраль смерті», і наголосив на необхідності реструктуризації компанії. Після призначення де Рюйтера генеральним директором Eskom профспілки Національна спілка шахтарів і Солідарність заявили, що будуть боротися з будь-якими зусиллями з реструктуризації уряду, які можуть призвести до втрати робочих місць.
У грудні 2019 року COSATU запропонував використати гроші Корпорації державних інвестицій (PIC) для зменшення боргу Eskom з приблизно 450 мільярдів рандів до більш керованого рівня. Натомість COSTATU запропонував низку умов, які включали збереження працівників на роботі. Профспілка «Солідарність» рішуче виступила проти пропозиції COSATU, стверджуючи, що вона ставить під загрозу пенсії державних службовців. Друга за величиною профспілка країни, Федерація профспілок Південної Африки, також скептично поставилася до запропонованого COSATU плану.

## Встановлена потужність

### Підписники
Eskom – єдина компанія з електроенергетики в країні – має 16 789 974 абонентів у Південній Африці, що становить приблизно одну третину населення.

### Електростанції, що працюють на викопному паливі
| Електростанція           | Провінція     | Тип                     | Дата введення в експлуатацію (планується) | Ємність (Ват) (планується) | Статус                | Примітки                           |
| ------------------------ | ------------- | ----------------------- | ----------------------------------------- | -------------------------- | --------------------- | ---------------------------------- |
| Електростанція Акація    | Західний Кейп | Газова турбіна          | 1976                                      | 171                        | Працююча              | [ 28 ]                             |
| ТЕС Ankerlig             | Західний Кейп | Газова турбіна          | 2007                                      | 1,338                      | Працююча              | [ 29 ]                             |
| ТЕС Арнот                | Мпумаланга    | Вугільна електростанція | 1971-1975                                 | 2,352                      | Працююча              | [ 30 ] [ 31 ]                      |
| ТЕС Camden               | Мпумаланга    | Вугільна електростанція | 1967-1969; 2005-2008                      | 1,561                      | Працююча              | [ 31 ] [ 32 ]                      |
| ТЕС Духва                | Мпумаланга    | Вугільна електростанція | 1980-1984                                 | 3,600                      | Працююча              | [ 31 ] [ 33 ] [ 34 ]               |
| Електростанція Гуріква   | Західний Кейп | Газова турбіна          | 2007                                      | 746                        | Працююча              | [ 29 ]                             |
| ТЕС Grootvlei            | Мпумаланга    | Вугільна електростанція | 1969-1977; 2008-2011                      | 1,180                      | Працююча              | [ 31 ] [ 35 ]                      |
| ТЕС Хендріна             | Мпумаланга    | Вугільна електростанція | 1970-1976                                 | 1,893                      | Працююча              | [ 31 ] [ 36 ]                      |
| ТЕС Кендал               | Мпумаланга    | Вугільна електростанція | 1988-1992                                 | 4,116                      | Працююча              | [ 31 ] [ 37 ]                      |
| ТЕС Коматі               | Мпумаланга    | Вугільна електростанція | 1961-1966; 2009-2013                      | 990                        | Працююча              | [ 31 ] [ 38 ]                      |
| ТЕС Kriel                | Мпумаланга    | Вугільна електростанція | 1976-1979                                 | 3,000                      | Працююча              | [ 31 ] [ 39 ] [ 40 ]               |
| ТЕС Кісуле               | Мпумаланга    | Вугільна електростанція | (2017–2025)                               | 3,200 (4,800)              | 4/6 Працюючий підрозд | [ 41 ] [ 42 ] [ 43 ] [ 44 ] [ 45 ] |
| ТЕС Lethabo              | Free State    | Вугільна електростанція | 1985-1990                                 | 3,708                      | Працююча              | [ 31 ] [ 46 ]                      |
| ТЕС Маджуба              | Мпумаланга    | Вугільна електростанція | 1996–2001                                 | 4,110                      | Працююча              | [неавторитетне джерело]            |
| ТЕС Матімба              | Лімпопо       | Вугільна електростанція | 1987-1991                                 | 3,990                      | Працююча              | [ 31 ] [ 49 ]                      |
| ТЕС Матла                | Мпумаланга    | Вугільна електростанція | 1979-1983                                 | 3,600                      | Працююча              | [ 31 ] [ 50 ]                      |
| ТЕС Медупі               | Лімпопо       | Вугільна електростанція | 2015–2019                                 | 4,764                      | Працююча              | [ 43 ] [ 51 ] [ 44 ] [ 45 ]        |
| Електростанція Порт Рекс | Східний Кейп  | Газова турбіна          | 1976                                      | 171                        | Працююча              | [ 28 ]                             |
| ТЕС Тутука               | Мпумаланга    | Вугільна електростанція | 1985-1990                                 | 3,654                      | Працююча              | [ 31 ] [ 52 ]                      |

### Відновлювальні та атомні електростанції

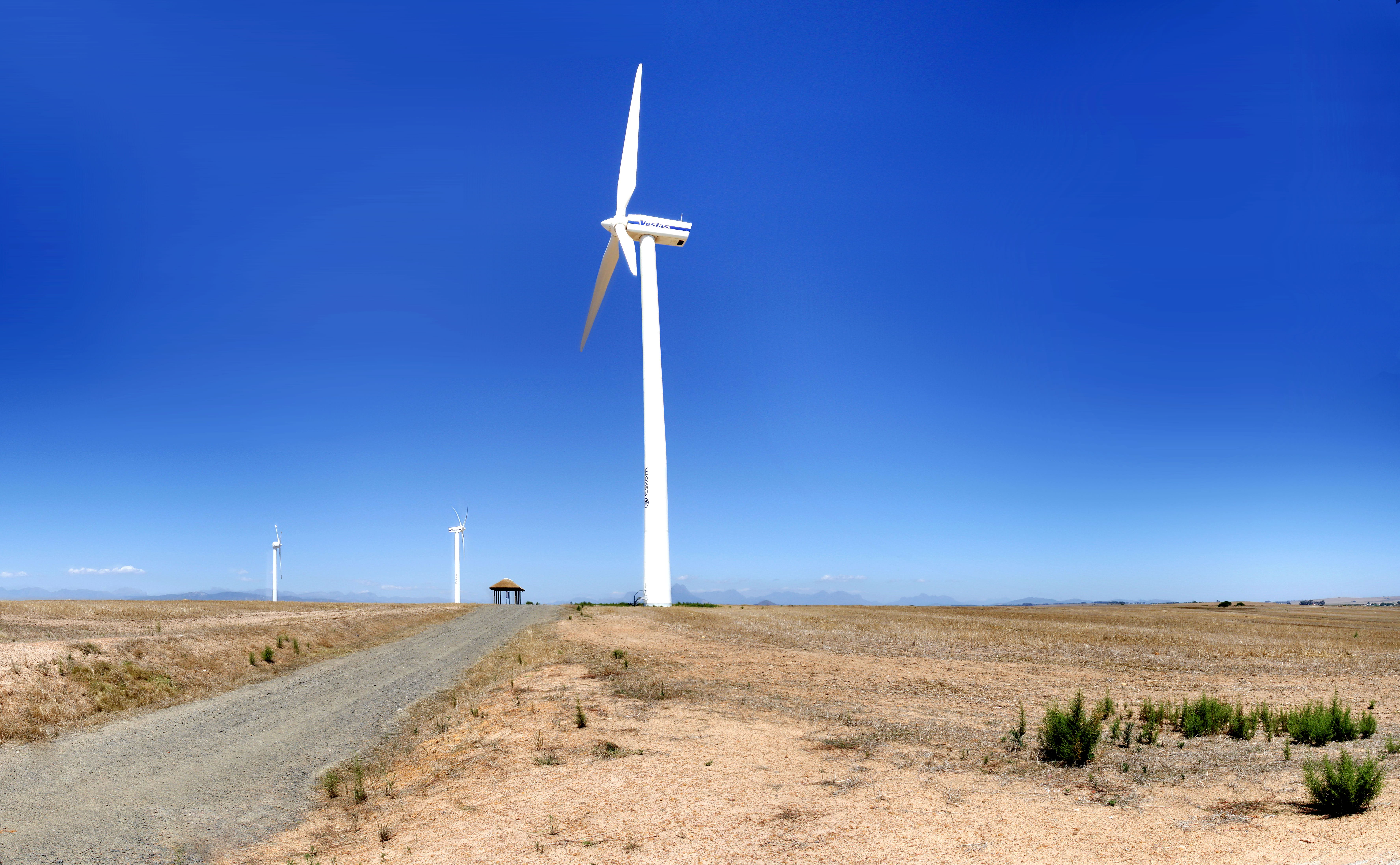
Пілотна вітроелектростанція компанії Eskom Generation у Кліфеувелі в Західній Капській провінції, Південна Африка.

| Електростанція                  | Провінція                                 | Тип                 | Дата введений в експлуатацію | встановлено потужність ( МВт ) | Статус      | Примітки                    |
| ------------------------------- | ----------------------------------------- | ------------------- | ---------------------------- | ------------------------------ | ----------- | --------------------------- |
| Електростанція Colley Wobbles   | Східний Кейп                              | Гідроелектростанція | 1984 рік                     | 42                             | Оперативний |                             |
| ГАЕС Дракенсберг                | Вільна держава                            | Гідроелектростанція | 1981 рік                     | 1000                           | Оперативний | [ 53 ]                      |
| ГЕС Gariep                      | Кордон Фрі Стейт – Східна Капська протока | Гідроелектростанція | 1971 рік                     | 360                            | Оперативний | [ 54 ]                      |
| ГАЕС Інгула                     | Квазулу-Натал                             | Гідроелектростанція | 2017 рік                     | 1,332                          | Оперативний | [ 44 ] [ 55 ]               |
| Електростанція Кеберг           | Західний Кейп                             | Ядерна              | 1984 рік                     | 1860                           | Оперативний | [ 56 ] [ 57 ]               |
| Дамба Нкора                     | Східний Кейп                              | Гідроелектростанція | 1972 рік                     | 2.1                            | Оперативний | [ 58 ]                      |
| Схема гідроакумулювання Palmiet | Західний Кейп                             | Гідроелектростанція | 1988 рік                     | 400                            | Оперативний | [ 59 ] [ 60 ]               |
| ВЕС Сере                        | Західний Кейп                             | Вітряна             | Січень 2015                  | 100                            | Оперативний | [ 61 ] [ 62 ] [ 63 ] [ 64 ] |
| ГЕС Vanderkloof                 | Північний Кейп                            | Гідроелектростанція | 1977 рік                     | 240                            | Оперативний |                             |

## Корпоративні справи

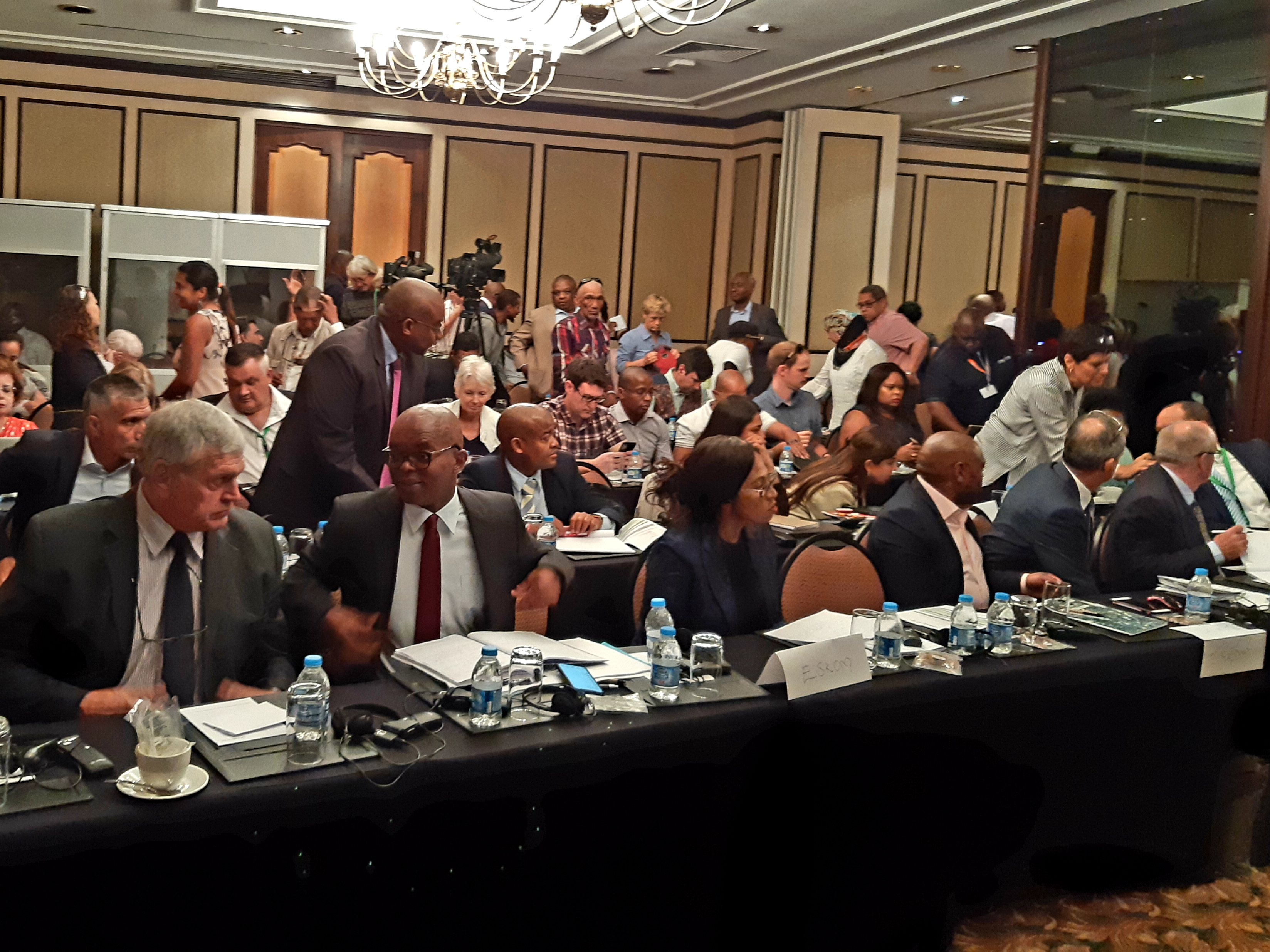
Керівництво Eskom, у тому числі Факамані Хадебе (генеральний директор), другий ліворуч у першому ряду, і Ян Оберхольцер (технічний директор), крайній ліворуч у першому ряду, на громадському форумі 2019 року в Кейптауні, присвяченому фінансовому становищу Eskom.

У 2011 році вісім із десяти членів правління Eskom були суперечливо звільнені адміністрацією Зуми. З 2015 по 2017 рік адміністрація Зуми призначила Бена Нгубане головою правління. Зума призначив Браяна Молефа генеральним директором Eskom з квітня 2015 року по листопад 2016 року. Посада Молефе  і Нгубане  була суперечливою через їхню причетність до родини Гупта та нібито дозволу компанії стати засобом захоплення держави . Нгубане також намагався внести в чорний список газети, які сприймалися як недружні до Eskom.  Під час парламентського розслідування захоплення держави в 2017 році колишній голова Eskom Зола Цоці (2012–2015) засвідчив, що член родини Гупта Тоні Гупта погрожував Цоці, нібито заявивши, що Цоці втратить роботу, оскільки він не «допомагав» Гуптам.  У грудні 2016 року Матшела Коко, колишня голова генерації Eskom, була призначена виконуючим обов’язки генерального директора.  У 2018 році він подав у відставку після того, як був причетний до укладання контрактів з компанією, пов’язаною з його падчеркою.  Коко разом із дружиною та падчеркою були заарештовані у жовтні 2022 року  . На початку 2018 року, після створення уряду Рамафоси, кілька членів правління та виконавчої команди Eskom були замінені урядом через звинувачення в корупції та поганому управлінні.